# 东荒峪镇
东荒峪镇，是中华人民共和国河北省唐山市迁西县下辖的一个乡镇级行政单位。

## 行政区划
东荒峪镇下辖以下地区：
九山村、大寨村、大店子村、桃木峪村、青杨树村、老水峪村、西荒峪村、西马庄子村、东荒峪村、苇子峪村、西王庄村、前韩庄村、后韩庄村、许店子村、员庄村、板桥村、松棚子村、下川村、上川村、达峪村、洪家峪村、西庄户村、杨河峪村、腰岭子村、杏峪村和榆新庄村。